# Albert Lespagnol
Pour les articles homonymes, voir Lespagnol.
Albert Lespagnol, né le 7 août 1901 à Bruille-Saint-Amand et mort 15 septembre 1980 à Lille, est un pharmacien, professeur de l'université de Lille.

## Biographie
Élève de  Eugène  Lambling et Michel  Polonowski  à l'université de Lille, Albert Lespagnol est licencié en science puis docteur en pharmacie en 1929 après son service militaire au Maroc. Il obtient une agrégation en 1934.  
En 1937, il devient professeur sur la chaire de  chimie organique et pharmacie, renommé pharmacie chimique, au départ de Michel Polonovski à Paris. Il oriente les recherches du laboratoire vers la synthèse de molécules pour concevoir les sédatifs, des antiépileptiques et des tranquillisants. Ses publications, ses ouvrages de synthèse et son implication en formation lui permette d'acquérir une notoriété nationale.  
Il devient membre correspondant de l'Académie nationale de médecine à partir de 1946. Il est président de la Société des sciences, de l'agriculture et des arts de Lille en 1964-1965  
L'institut de chimie pharmaceutique du Centre hospitalier régional universitaire de Lille porte son nom.  

## Publications principales
- 1930 Les Glucides du lait de femme, Lille, Impr. centrale, 112 pages, Thèse de pharmacie. Lille
- 1934 Éléments de chimie organique biologique, introduction chimique à l'étude de la biologie générale, Paris : Masson, 595 pages, (seconde édition en 1941) avec Michel Polonovski[5]
- 1950 Pharmacie chimique avec les préparations industrielles des médicaments, Paris, Vigot frères, (premières éditions en 1936 et 1945) 959 pages[6]
- 1955 Généralités de chimie pharmaceutique, Paris, Éditions Labo-pharma, 23 pages avec Denise Bar[7]
- 1974-1975  Chimie des médicaments, 3 tomes, Paris : Entreprise moderne d'édition : Technique et documentation, avec  André Cœur, Josette Alary, Charles Lespagnol et Daniel Lesieur[8]
- 1977 Précis de pharmacie chimique usuelle à l'usage des pharmaciens et étudiants en pharmacie, Paris : Technique et documentation, 588 pages, avec les Professeurs Charles Lespagnol et Daniel Lesieur[9]
- 1977 Le Médicament, ange ou démon. la parole est à la défense, Paris : Technique et documentation, 248 pages[10]